# Motore a sei cilindri contrapposti

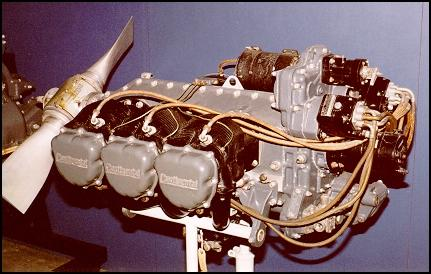
Continental O-470-13A motore aeronautico raffreddato ad aria

Un motore a sei cilindri orizzontali, noto anche come a sei cilindri orizzontalmente opposti, è un motore a pistoni  a sei cilindri con tre cilindri su ciascun lato di un albero motore centrale. Il tipo più comune di motore a sei cilindri contrapposti è il motore boxer a sei cilindri, in cui ogni coppia di cilindri opposti si muove verso l'interno e verso l'esterno contemporaneamente.
I vantaggi del layout a sei cilindri contrapposti sono un buon bilanciamento del motore (per vibrazioni ridotte), un baricentro basso, una lunghezza ridotta (rispetto a un motore a sei cilindri in linea) e l'adeguatezza al raffreddamento ad aria. Gli svantaggi sono una grande larghezza (che può limitare l'angolo di sterzata massimo se utilizzato in un'auto con motore anteriore), un grande collettore di aspirazione richiesto quando viene utilizzato un carburatore centrale e la duplicazione delle connessioni di ingresso e uscita per motori raffreddati ad acqua.
Il primo motore a sei cilindri contrapposti di produzione era nell'auto Wilson-Pilcher 18/24 HP del 1904. L'uso più notevole dei motori a sei cilindri contrapposti è l'auto sportiva Porsche 911, che ha utilizzato motori a sei cilindri contrapposti ininterrottamente dal 1963. Diverse altre case automobilistiche, tra cui Subaru, hanno prodotto a volte motori a sei cilindri contrapposti. Occasionalmente sono stati utilizzati anche motori a sei cilindri contrapposti su aerei e motocicli.

## Bilanciamento del motore
Un motore a sei cilindri contrapposti in stile boxer è in grado di avere un perfetto equilibrio primario e secondario. Come in altri motori a sei cilindri, la sovrapposizione delle corse di potenza dei diversi cilindri (con un intervallo di accensione di 120 gradi in un motore a quattro tempi) riduce la pulsazione dell'erogazione di potenza rispetto a quella di motori simili con meno cilindri. Inoltre, quando viene utilizzato in una configurazione boxer, un motore a sei cilindri contrapposti non ha la coppia oscillante che è presente sul motore a quattro cilindri contrapposti.
Queste caratteristiche si traducono in basse vibrazioni per i motori a sei cilindri contrapposti (come nei motori a sei cilindri in linea), soprattutto se confrontati con gli squilibri presenti nei motori V6 con un angolo di inclinazione di 90 gradi.

## Utilizzo aeronautico
I primi motori a sei cilindri contrapposti includono il Franklin O-265 che iniziò la produzione nel 1940 e il Lycoming O-435 che iniziò la produzione nel 1942. Diversi produttori usano la lettera O nei loro codici modello per motori a layout piatto come designazione per layout di cilindri "opposti". Il Franklin O-335 è stato utilizzato nell'elicottero leggero Bell 47.
I motori piatti hanno ampiamente sostituito i motori radiali storicamente più popolari nei piccoli aerei dopo la seconda guerra mondiale perché erano meno costosi da produrre. L'area frontale più piccola rispetto a un motore radiale si traduce anche in una minore resistenza.
Alcuni aerei hanno utilizzato motori a sei cilindri contrapposti originariamente progettati per le auto. Il motore Porsche PFM 3200, prodotto dal 1985 al 1991, era basato sul motore utilizzato nell'auto sportiva Porsche 911. Diversi esemplari dell'aereo monoplano Pietenpol Air Camper costruito in casa hanno utilizzato il motore raffreddato ad aria della vettura compatta Chevrolet Corvair. Rispetto ai motori utilizzati nelle automobili, i motori a sei cilindri contrapposti utilizzati dagli elicotteri hanno grandi cilindrate e bassi rpm, producendo più coppia e meno potenza.

## Utilizzo automobilistico
Il motore a sei cilindri contrapposti è spesso associato alla Porsche 911, un'auto sportiva con motore posteriore che utilizza esclusivamente questo tipo di motore dal 1963. I motori furono raffreddati ad aria fino al 1999, quando Porsche iniziò a utilizzare motori raffreddati ad acqua.

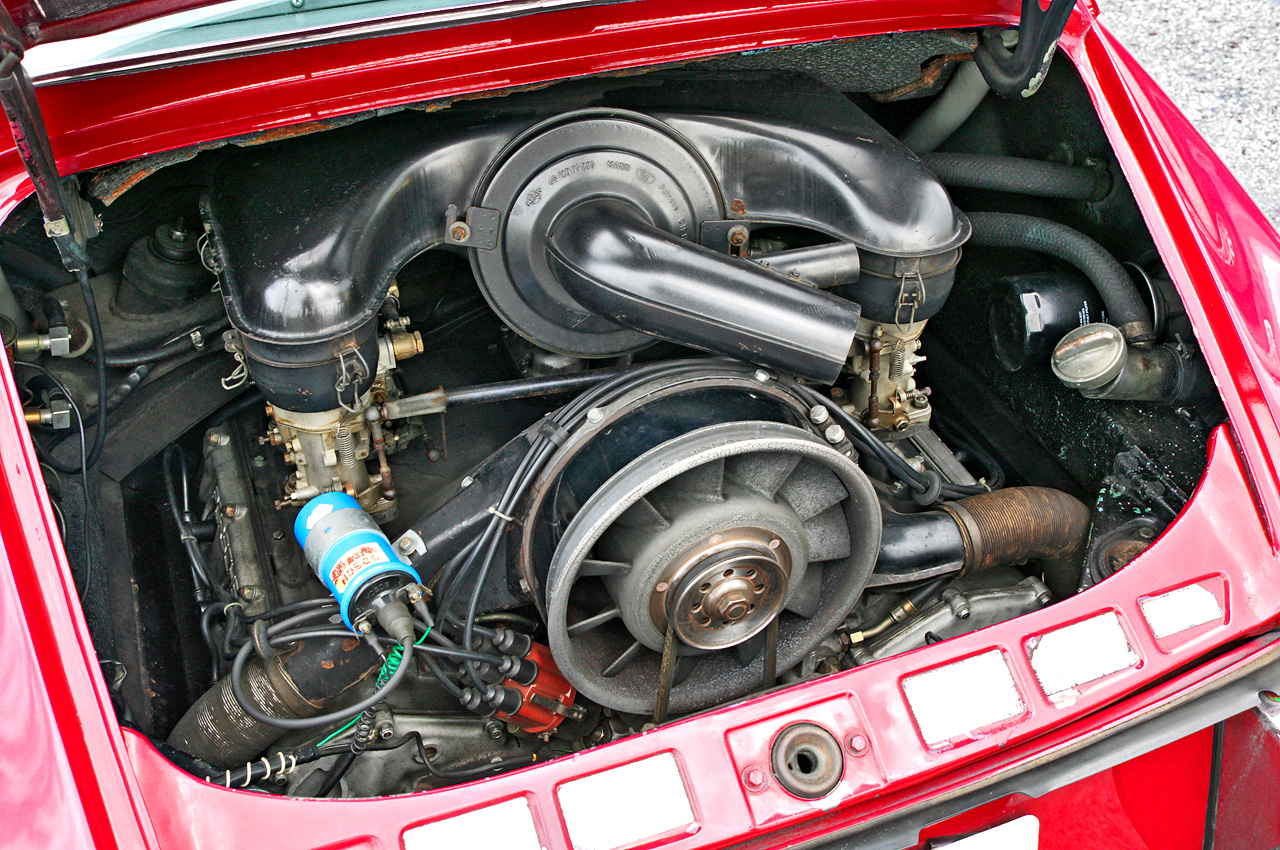
Porsche 911 del 1966

Altri modelli Porsche che utilizzano motori a sei cilindri contrapposti sono la Porsche 914/6 del 1970-1972 (motore centrale), la Porsche 959 del 1986-1993 (motore posteriore) e la Porsche Boxster/Cayman del 1996-2021 (motore centrale).

### Altri produttori

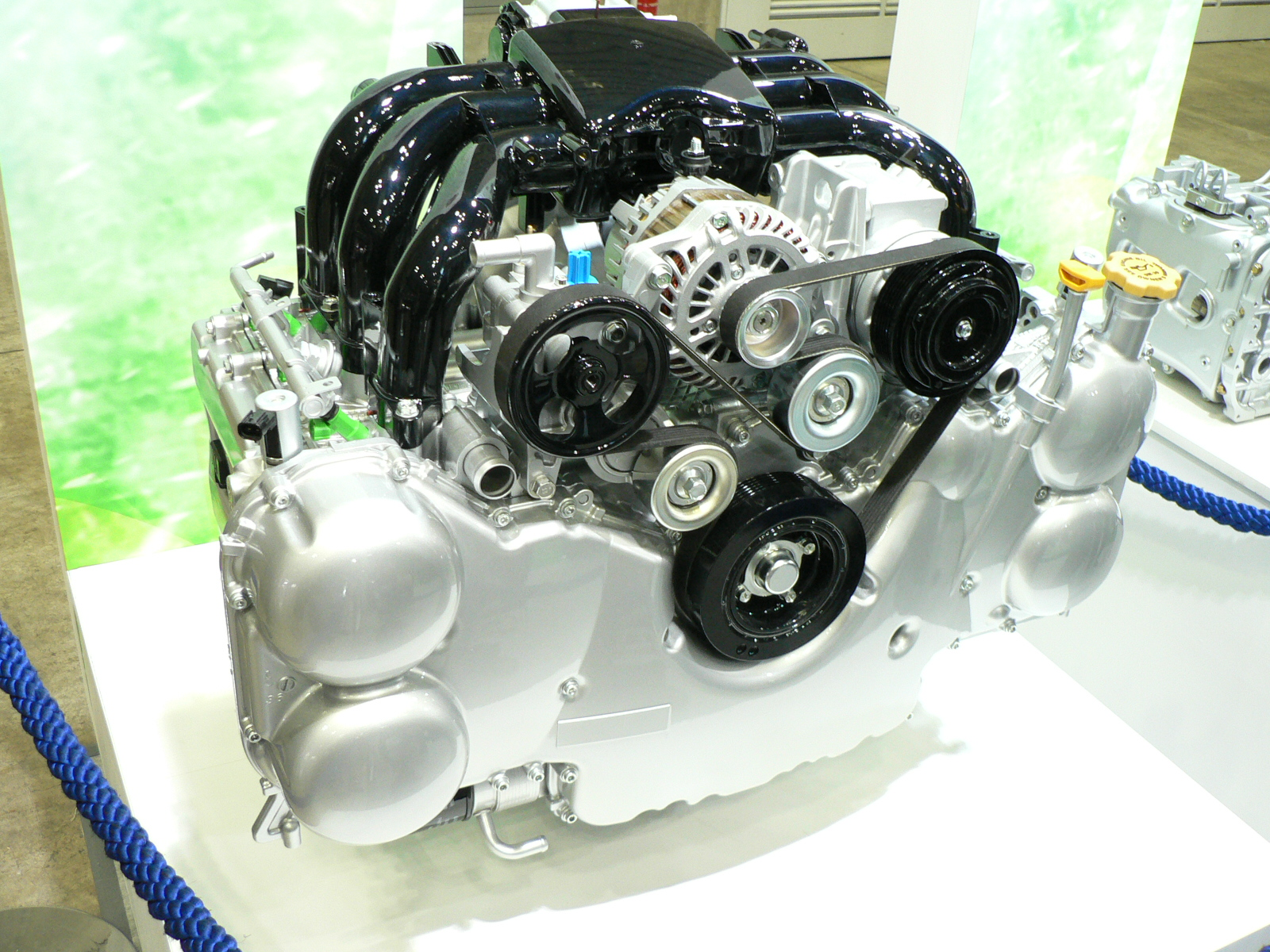
Motore Subaru

La prima auto a utilizzare un motore a sei cilindri contrapposti fu la Wilson-Pilcher 18/24 HP del 1904–1907, che utilizzava un motore basato su un quattro cilindri contrapposti con due cilindri aggiunti. La Wilson-Pilcher era un'auto a motore anteriore con l'albero motore in linea con il telaio e i cilindri tra i binari del telaio. I rapporti su questa vettura la citano come "notevolmente silenziosa e scorrevole" e "quasi totale assenza di vibrazioni".
Due produttori americani produssero brevemente auto con motori a sei cilindri contrapposti: la Tucker 48 del 1948 (raffreddata ad acqua) e la Chevrolet Corvair del 1959-1969 (raffreddata ad aria). Entrambe sono vetture a motore posteriore con trazione posteriore.
Il produttore giapponese Subaru ha prodotto motori a sei cilindri contrapposti raffreddati ad acqua dal 1988-1996 e dal 2001-2019. Il loro primo motore a sei cilindri contrapposti, il Subaru ER27, è stato aggiunto alla gamma di modelli della Subaru XT coupé. Nel 1991, il motore Subaru EG33 è stato utilizzato nella Subaru Alcyone SVX, in sostituzione della Subaru XT. Dopo un'interruzione della produzione di questo tipo di motore per quattro anni, il motore Subaru EZ30 è stato introdotto nella Subaru Legacy / Outback del 2000. Il motore Subaru EZ36 è stato introdotto nel 2007 ed è stato prodotto fino al 2019. Tutti i motori sono stati utilizzati nelle auto a motore anteriore con trazione integrale, inoltre l'XT e Alcyone SVX erano disponibili anche con trazione anteriore.

## Utilizzo motociclistico

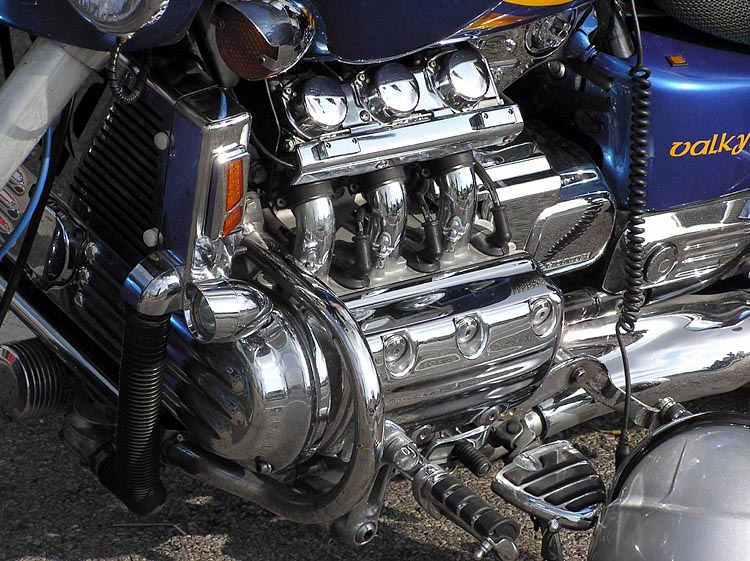
Motore Honda Valkyrie del 1997-2004

La maggior parte delle motociclette utilizza motori con quattro o meno cilindri, tuttavia la motocicletta da turismo Honda Gold Wing ha utilizzato un motore a sei cilindri raffreddato ad acqua dal 1987. Inizialmente, il motore aveva una cilindrata di 1,5 litri, fino a quando non è stato ampliato a 1,8 litri nel 2001.
L'Honda Valkyrie F6C (1997-2003) era un modello cruiser basato sul GL1500 Gold Wing. L'edizione limitata 2004 Valkyrie Rune era basata sul GL1800.